# Кудо (Дайдо Дзюку)
Кудо, або Дайдо Дзюку — сучасне повноконтактне бойове мистецтво, створене у 1981 році майстром східних єдиноборств Адзумою Такасі на основі кіокушинкаю, дзюдо та тайського боксу.

## Загальні відомості
Після появи нового стилю карате в 1981, японські журналісти називали його «супер-реалістичним» і «лютим». Тоді він називався "Дайдо Дзюку карате-до". Засновник стилю, японець Адзума Такаші, є філософом по профессії, і назва стилю носить ще одне значення в гармонії з давньою китайською мудростю: Немає воріт, що ведуть до Великого шляху. Кожен повинен будувати їх у своєму серці і йти до досконалості по-своєму, відчуваючи це життя в кожному подиху, долаючи біль і страх, з вірою в душі і голою правдою на губах. Як моря омивають сухі береги, відроджуючи все, що стосується руки»

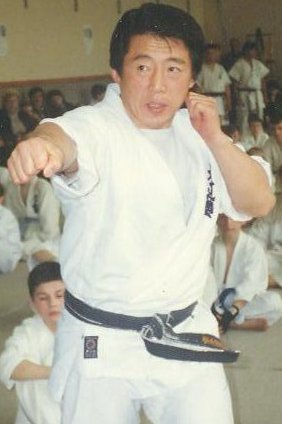
Адзума Такасі

2001 року стиль було перейменовано і відтоді він має свою сучасну назву "Кудо". І цього разу філософ Азама поставив в ім'я не одне додаткове значення: буквальне переклад назви «Кудо»-«шлях відкритого серця» або «шлях у порожнечу». Справді, філософія порожнечі є одним з найважливіших аспектів японських бойових мистецтв. "Кара" в слові карате-порожній, "ку"-теж порожнечу або простір. У цій назві і безперервность з минулим і розвитку нового.
Рішення про перейменування було зроблено з кількох причин, найважливішим з яких є прагнення Міжнародної Федерації Kudo вступити в Олімпійський рух як самостійний спорт і виділитися з стилів карате-до, які Олімпійські організації бачать тільки в якості безконтактної техніки. Цей крок усунув розбіжності між послідовниками стилю в пострадянських країнах над правильною транскрипцією назви: "Дзюку" або "Джуку".
Не відмовившись від коренів, сьогодні ми можемо сказати, що Кудо більше не карате. Це новий вид спорту, з власними правилами, системою підготовки, який займає певну нішу в рядах бойових мистецтв. Однією з основних відмінностей між Кудо і карате є відсутність ката. Замість них в Кудо практикується відпрацювання ударів і їх комбінацій, кидків і техніка боротьби в парі з партнером, як правило, використовуючи лапи і маківари.

## Правила

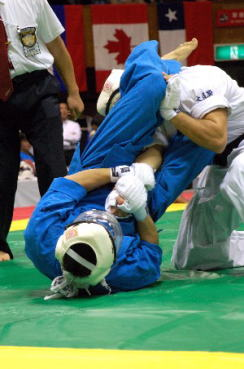
Боротьба у партері у поєдинці кудо.

Змагання з кудо проходять в трьох вікових категоріях: юнаки / дівчата (12-13, 14-15 років), юніори / юніорки (16-17 років), чоловіки / жінки (18 років і старше). Також згідно з деякими положеннями про турніри можливі спеціальні вікові категорії - «Ветерани» (35 років і старше). З 2014 року змагання в категорії «Діти» не проводяться.
Правила кудо можна розділити на три види: 
Офіційні правила кудо (затверджені керівництвом KIF, за якими проходять всі офіційні турніри), 
Обмежені правила кудо (за якими, як правило, проводяться турніри в спеціальних вікових категоріях «Ветерани»), 
Професійні правила кудо (експериментальні правила, за якими, наприклад, проводився KUDO CHALLENGE 2013). Також в деяких регіонах Росії проводяться турніри з кудо у відокремленому розділі «Цукамі», в якому поєдинок починається в захопленні по команді «Греб». В даному розділі виключені основні удари руками і ногами, залишені лише удари ліктями і колінами, які дозволено наносити лише в захопленні. Якщо поєдинок не переходить в партер протягом 10 секунд - він зупиняється. Дії бійців оцінюються за загальними правилами кудо. Також деякі регіони і клуби проводять турніри за уніфікованими правилами «Боротьба кудо», де поєдинок проходить тільки в партері без ударів, при цьому дозволені як задушливі, так як і больові прийоми.

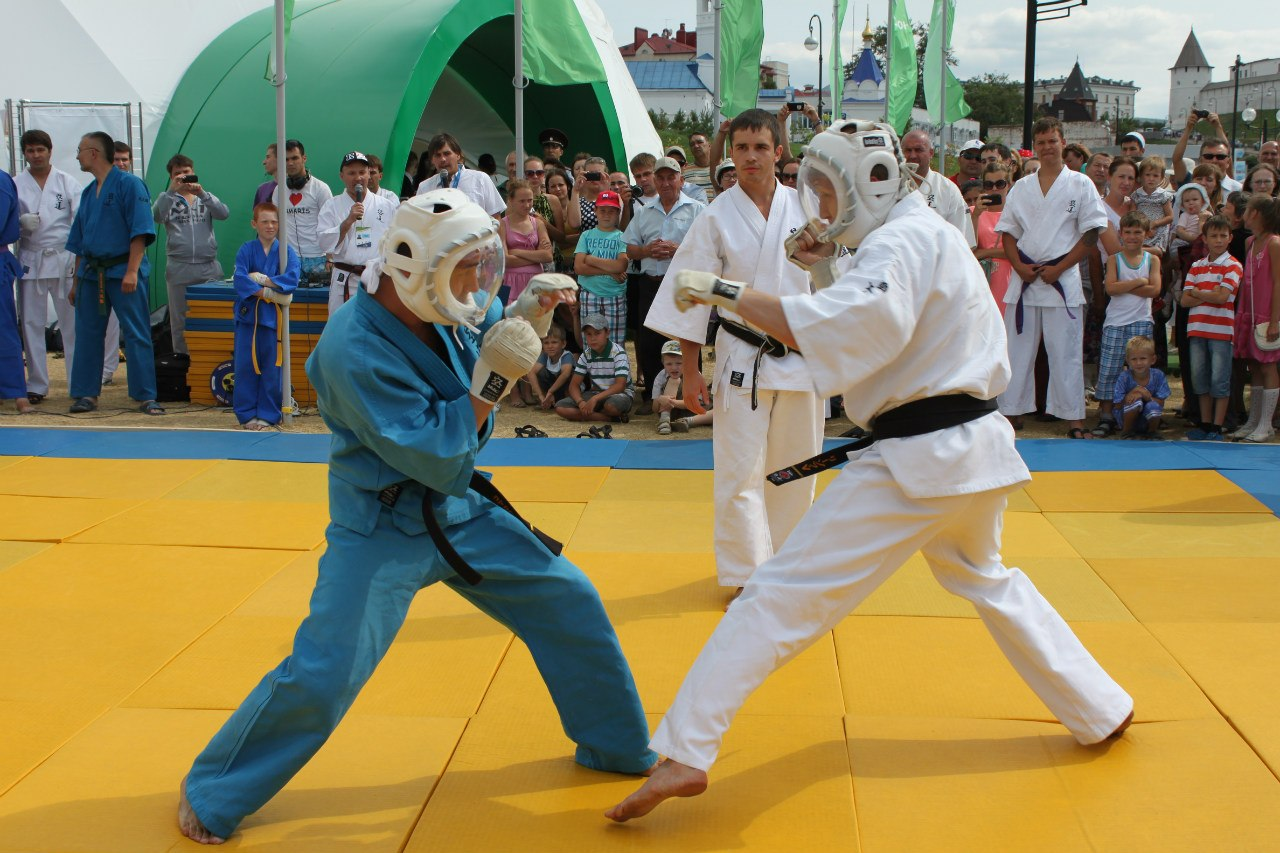
Екіпіровка дорослих бійців на змаганнях.

Загальними правилами змагань кудо дозволені майже всі прийоми боротьби (див. Нижче), а також удари руками, ногами, колінами, ліктями і головою в усі частини тіла, за винятком спини, горла, потилиці і в суглоби на злам. У чемпіонатах по кудо в Японії дозволені удари в пах при різниці категорій спортсменів більш ніж 20 одиниць. Разом з цим за міжнародними правилами кудо, при різниці між бійцями в 20 одиниць, їм забороняється наносити удари в положенні «цукамі».
Поєдинок триває три хвилини  (у юнаків, юніорів та жінок - поєдинок триває 2 хвилини) , протягом яких дозволені два переходи на боротьбу в партері (по 30 секунд  (20 секунд у юнаків і юніорів)  кожен) .
В ході поєдинку також дозволено необмежене число разів входити в клінч (захоплення в стійці - «цукамі»), але не більше ніж на десять секунд. У партері дозволені бічні удари, больові і задушливі прийоми. У юнацьких і юніорських категоріях удари в партері заборонені.
Добивання в голову зверху заборонено, але позначення добивання (кіме) оцінюється суддями. Той хто добиває повинен мати домінуючу позицію - або в позиції «маунт», або здійснювати повний контроль над суперником зі стійки «чугосі-дачі».
Відмітною фактом є те, що на змаганнях всіх рівнів бійцям забороняється вітати один одного так званим зустрічним ударом кулака в кулак. За дані дії обидва бійця негайно отримують хансоку (попередження за порушення).

## Екипіровка
На заняттях і змаганнях з кудо спортсмени не носять догі (кімоно) чорного, червоного, зеленого, з смугами або інших кольорів. Тренувальні кімоно - «догі» носять тільки білого і синього кольору. На лівій стороні куртки розташовуються ієрогліфи, що позначають «кудо», на лівому рукаві - ієрогліфи «дайдо-дзюку» | 大道 塾. Допускається носіння емблеми школи (клубу) на правому рукаві догі. Крій догі в кудо дещо відрізняється від використовуваного в карате: у куртки рукава укорочені і не довше ліктя, а штани мають довжину до підлоги і значну ширину. 
На змаганнях один з бійців одягається в кудогі синього кольору, інший - в біле кудогі. До введення даного правила, бійці поділялися між собою за кольором шолома (червоний / білий). Під час атестаційних іспитів на кю / дані атестується одягається в біле доги, а екзаменатори та їх асистенти одягаються в кудогі затвердженого положення про атестацію кольору.
Однією з найважливіших особливостей кудо є використання під час поєдинку захисного шолома - з самого початку це був шолом марки «SuperSafe» (аналогічний тому, який використовується в косікі-карате), а в кінці нульових років обов'язковим до використання став шолом марки «Neo Head Gear». Жінки, діти і юніори повинні використовувати кірасу (щільний захисний нагрудник), яка захищає більшу частину корпусу, а також юнаки та юніори зобов'язані надягати щитки на гомілку. Всі спортсмени повинні використовувати тонкі повстяні накладки на руки - Кент-сапоте, які захищають кисть від порізів при ударі об пластикову маску шолома, але не гасять силу удару.
Обов'язковими елементами є бинти на руки (1,5 метра), бандаж на пах і капа. Разом з цим, вся захисна амуніція, яка використовується в поєдинках на офіційних змаганнях з кудо, повинна бути сертифікована Kudo International Federation. Даний аспект включений для того, щоб спортсмени виходили на поєдинок при загальних рівних умовах і змагалися в техніці ведення поєдинку і фізичній підготовці, а не в якості захисної амуніції.
Щитки на гомілку і кіраса надягають під кудогі, так як під час поєдинку суперники виконують захоплення, і наявність захисту поверх кудогі може або нанести травму атакуючому або перешкодити виконати захоплення.
Разом з цим, кіраса кудо в кілька разів легше і м'якше, ніж кіраси, що застосовуються, наприклад, в тхеквондо або кобудо, що при правильному надяганні не перешкоджає активним діям в партері.

## Тренувальний процес
Порядок проведення тренувань по кудо обумовлений специфікою даного єдиноборства в порівнянні з іншими видами бойових мистецтв, а також дозволеними прийомами ведення поєдинку і правилами змагань. Наприклад, на відміну від дзюдо, в якому ударна техніка в боях відсутня і вивчається тільки у вигляді ката в кудо не практикується відпрацювання прийомів і технік, які не використовуються в поєдинках. І навпаки, на відміну від айкідо, в якому немає спарингів в програму тренування з кудо, як правило, обов'язково входять спарингові відпрацювання; на відміну від ушу-саньда, де не дозволена боротьба в партері, в кудо обов'язково відпрацьовуються прийоми такої боротьби.
Хоча в кудо прийнята єдина система тренувань порядок їх проведення може варіюватися в залежності від різних факторів, основними з яких є мета тренування (відпрацювання ударної техніки, або ж борцівською, кидкової), контингент займаються (учні-любителі або спортсмени, які беруть участь в змаганнях).

## Категорії в кудо
У кудо на змаганнях використовують не традиційні вагові категорії, а коефіцієнти сили, вимірювані в одиницях, що складаються за формулою «Зріст + вага = Одиниці КС».
Юнаки (12-15 років): 190 одиниць, 200 одиниць, 210 одиниць, 220 одиниць, 230 одиниць, 240 одиниць, 250 одиниць, 250+ одиниць.
Дівчата (12-15 років): 200 одиниць, 200+ одиниць.
Юніори (16-17 років): 220 одиниць, 230 одиниць, 240 одиниць, 250 одиниць, 260 одиниць, 260+ одиниць.
Юніорки (16-17 років): Абсолютна категорія.
Чоловіки (18 років і старше): 230 одиниць, 240 одиниць, 250 одиниць, 260 одиниць, 270 одиниць, 270+ одиниць.
Жінки (18 років і старше): Абсолютна категорія.

## Ступені і пояса
У кудо всього 10 учнівських ступенів: з 10 по 5 кю - гакусей (яп. 学生, учень), з 4 по 1 кю - семпай (яп. 先輩, старший учень) - і 10 майстерень. Кожному рівню відповідає ношений учнем або майстром пояс. Всі пояси мають ширину 4 см, довжину в залежності від розміру власника і спеціальну емблему кудо на одному з кінців пояса. Смуги на учнівських поясах розташовуються на відстані 3 см від емблеми і мають ширину 5 мм.
Колір поясів в кудо офіційно затверджений Азуму Такасі і не повністю збігається з кольором поясів в інших школах:
- Майстерські пояса

Майстерні пояса мають такі ж параметри, як і учнівські. Але на відміну від учнівських вони все до 10 дана включно - чорні. На кожному з них ієрогліфами вишивається прізвище та ім'я власника пояса, назва школи і золоті смужки, відповідні Дану власника. Інших поясів члени KIF не носять.
Майстерні пояса виготовляються в спеціальній майстерні в Токіо на замовлення гранд-майстра Адзуми Такасі.